# Шельфовый ледник Росса
Шельфовый ледник Росса — крупнейший шельфовый ледник в Антарктиде, расположен в районе Территории Росса, выдаётся в море Росса между Землёй Мэри Бэрд (полуостров Эдуарда VII) на западе и Землёй Виктории (остров Росса) на востоке. Имеет площадь около 487 000 км² (немногим менее площади Франции). Протяжённость с юга на север составляет около 850 км, с востока на запад — около 800 км.
Ледник был открыт экспедицией Джеймса Кларка Росса в январе 1841 года и, поскольку он не давал проплыть кораблям исследователей дальше на юг, его назвали Ледяной барьер Виктории (в честь английской королевы), но впоследствии его название сменилось на Ледяной барьер Росса в честь его первооткрывателя.
В юго-восточной части ледника на глубине 800 метров подо льдом расположено озеро Уилланс, населённое микроорганизмами, которые используют для поддержания своей жизнедеятельности не фотосинтез, а углеводороды, например, метан.

## История исследования

Крупнейшие шельфовые ледники Антарктиды.
Росса (472960 км²)
Ронне-Фильхнера (422420 км²)
Эймери (62620 км²)
Ларсена (48600 км²)
Рисер-Ларсена (48180 км²)
Фимбул (41060 км²)
Шеклтона (33820 км²)
Георга VI (23880 км²)
Западный (16370 км²)
Уилкинса (13680 км²)

В 1831 году Джеймс Кларк Росс установил местоположение Северного магнитного полюса и последующие несколько лет пытался найти морской путь к южному. В январе 1841 года экспедиция английского адмиралтейства на кораблях «Erebus» и «Terror» со специально укреплёнными деревянными корпусами прошли через паковый лёд в Тихом океане и через четыре дня вышли к открытой воде. Однако планам Росса не суждено было сбыться, и 11 января экспедиция обнаружила на своём пути огромную массу льда. Глядя на неё, Росс отметил: «Да, пройти здесь — это всё равно, что пройти сквозь скалы Дувра». Позже несколько географических объектов в этой области получили имя Росса, а два местных вулкана (Эребус и Террор) были названы именами кораблей экспедиции.
Для первых антарктических исследователей, стремящихся достичь Южного полюса, шельфовый ледник Росса стал отправной точкой. В первой разведке района Роберт Фолкон Скотт провёл значительные исследования шельфа и его окрестностей. Эти данные были представлены на лекции 7 июня 1911 года, а затем опубликованы. В Китовой бухте располагалась стационарная база Фрамхейм норвежской экспедиции Роальда Амундсена.
Амундсен и Скотт на пути к Южному полюсу в 1911 году пересекли шельф. Амундсен писал, что «вдоль внешнего края Барьер имеет ровную плоскую поверхность, но здесь, внутри бухты, условия были совершенно другими. Даже с палубы корабля „Фрам“ мы могли видеть сильные неровности поверхности в каждом направлении; огромные хребты с ложбинами между ними простирались во все стороны». Полярная экспедиция Скотта, которая стартовала с острова Росс, впоследствии погибла на обратном пути в 1912 году.
В период 1929—1959 годы в восточной части шельфового ледника Росса находилась группа баз Литл-Америка антарктической экспедиции США. В настоящее время на западной границе ледника располагается крупная американская станция Мак-Мердо.
Продолжающиеся исследования позволили выдвинуть новые интересные точки зрения. Одна из таких теорий, предложенная в 2006 году, исходя из данных геологической разведки, утверждает, что ранее шельфовый ледник уже разрушался, возможно неожиданно, и что этот процесс может повториться.

## Строение и движение

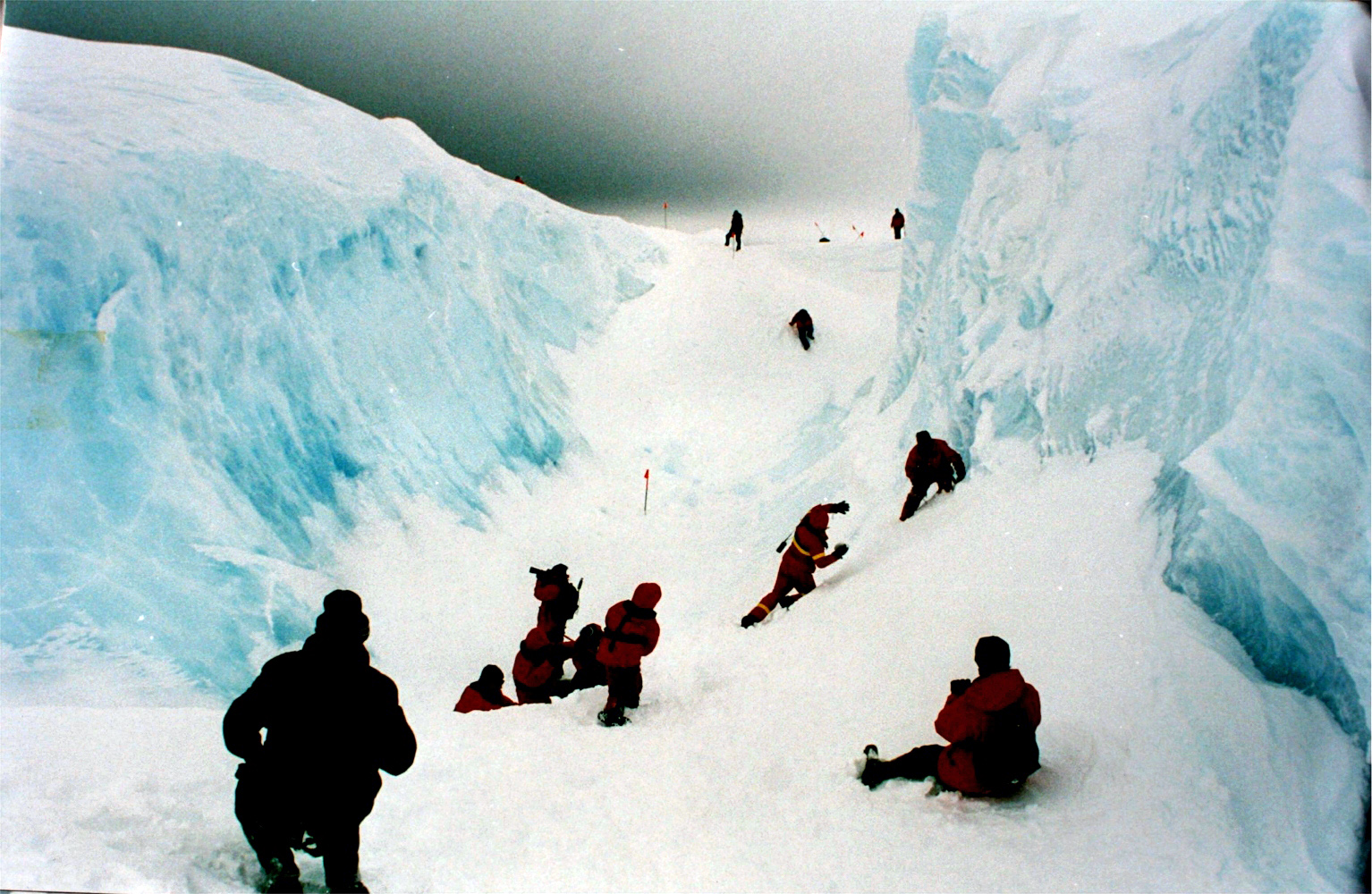
Расщелина в шельфовом леднике Росса в 2001 году

Шельфовый ледник Росса питается ледниками, приходящими с Трансантарктических гор (такими, как ледник Бирдмора) и с Земли Мэри Бэрд. Последние приносят больше льда, поэтому средняя скорость движения восточной части ледника меньше и составляет 800 м/год, в то время как западной — 1500 м/год (от 1,5 до 3 м в день).
Ледник имеет треугольную форму, на севере обрывается в море Росса отвесной стеной, которая растянута на 600 км и имеет высоту от 15 до 50 м над поверхностью воды. Толщина льда составляет от 150—200 м у внешнего края и до 700 м в тыловой части около поверхности суши. Ледник находится на плаву, поднимается и опускается под действием приливов и отливов. Под действием волн большие куски шельфового льда отламываются и превращаются в столовые айсберги.
В 2000 году от ледника Росса откололся в результате механической абляции самый большой известный на данный момент айсберг B-15 площадью свыше 11000 км². В 2019 году учёные установили, что за последние годы ледник потерял в толщине 2,2-7,7 метров толщины. Такая потеря в толщине обеспечивает потерю в весе ледника до 9 гигатонн в год.